# Ботовская пещера
Бо́товская — пещера, которая находится в Жигаловском районе Иркутской области. Расстояние от посёлка Жигалово составляет 90 километров, путь лежит вниз по течению реки Лены. Сама пещера расположена в 8 километрах от левого берега реки рядом с устьем реки Боты. Это место находится недалеко от села Островки, и недалеко от села Коношаново. Длиннейшая пещера России, с суммарной протяжённостью ходов 70 414 м. Ботовская образовалась в маломощном субгоризонтальном слое известняков, заложенном в толще песчаников. Представляет собой запутанный лабиринт ходов, уходящих вглубь горного массива.

## История исследований
Всю современную историю исследования Ботовской пещеры можно разделить на три этапа. История исследования пещеры Ботовской началась в 1946 году, когда геологи Ленской партии (начальник М. Одинцов), проводившие в этом районе работы по поиску медистых песчаников, наткнулись на вход в пещеру. Вход в пещеру издавна был известен местным жителям. И эвенкам-охотникам, коренным обитателям, и русским переселенцам, появившимся в этих местах 200 лет назад, и основавшим неподалёку деревню Боты. Геологи не только отметили в отчёте наличие пещеры, но и сделали первую карту пещеры, задокументировав 200 м пещерных ходов, благодаря чему пещера стала известна позднее спелеологам и привлекла их внимание.
Второй этап — с 1984 по 1992 годы. Спустя много лет материалы геологического отчёта стали доступны и, благодаря Филиппову А., известны иркутским спелеологам. В июне 1984 году первая группа Иркутской городской секции спелеологов (руководитель Пупыкин А., Мурадян Л., Вантеева М., Варварчук Л., Семенова Т.) побывала в пещере. Была сделана новая карта, длина пещерных ходов составила 1700 м. В 1989—1990 годах к исследованию пещеры приступил геологический отряд ВостСибНИИГГиМСа (руководитель Филиппов А.). Был проделан большой объём научно-исследовательских работ, сделана топографическая съёмка. Длина пещеры увеличилась до 4500 м. В 1991—1992 годах работу по картографированию пещеры продолжила группа под руководством Докучаева А., которой удалось довести длину пещеры до 6000 м. В 1992 году к работе в пещере подключилась команда спелеологов из Иркутского клуба «Арабика» (рук. Осинцев А.). За одну осеннюю экспедицию удалось задокументировать 10 км пещерных ходов. Длина пещеры Ботовская стала 16 000 м, что сделало её одной из длиннейших на территории России.
Третий этап начался в 1994 году. Когда планомерное исследование пещеры Ботовская начал клуб спелеологов «Арабика» (Иркутск). Так как к этому моменту топографические материалы предыдущих экспедиций стали недоступны, было принято решение начать картографирование пещеры заново. Осенью 1994 года состоялась первая экспедиция. К концу 1995 года была составлена карта 20 000 м ходов. В 1999 году длина пещеры достигла 44 680 м. В 2005 году — 60 817 м. В феврале 2010 года картографированная длина пещеры составила 64 435 м. Всего к настоящему моменту клубом спелеологов «Арабика» уже проведено 22 экспедиции. Руководителем экспедиционного исследовательского проекта «Пещера Ботовская» является Осинцев А.